# Ćmok
Ćmok – osiedle Mysłowic. Część dzielnicy Janów Miejski-Ćmok.
W dzielnicy znajdują się zabudowania domków jednorodzinnych, kilka bloków, tereny przemysłowo-usługowe, fragment obwodnicy miasta oraz prywatne ogródki działkowe (tzw. Huta Rozalii).

## Historia
Powstała przez dołączenie skromnego osiedla domków jednorodzinnych do granic miasta i ekspansję Mysłowic na zachód. Wcześniej znajdowały się tu dwie małe huty: „Rozalia” i „Aleksander”, oraz mały biedaszyb „Stanisław”. Na terenie dzielnicy były także lasy, spora ich część istnieje do dziś (las słupecki). Biegła tu linia kolejki konnej (Janów – Przemsza).

## Problemy z nazwą
Nazwa dzielnicy zawsze wzbudzała wątpliwości i często też była mylona z nazwą Ćmoki.
W teleturnieju Lingo nadawanym w telewizji TV4 doszło do takiej właśnie pomyłki. Zawodniczka na zadane przez prowadzącego pytanie odpowiedziała ćmoki. Prowadzący nie był pewny, co to słowo oznacza, więc zadał pytanie tzw. „głosowi”, który sprawdza, czy w słowniku języka polskiego istnieje takie słowo. „Głos” odpowiedział, że ćmoki to wyraz bliskoznaczny do słowa ćmok, oraz że ćmoki to dzielnica Mysłowic.